# Eduardo Zavalía
Eduardo Zavalía es un hacendado argentino, que ha sido miembro de la comisión directiva de la Sociedad Rural Argentina (SRA), en la que se encuentran representados grandes, medianos y pequeños productores estancieros, de la cual fue elegido presidente para los períodos 1990-1994. Durante su mandato al frente de la SRA la entidad adquirió - de forma tildada de irregular por algunos deunciantes - el predio que posee desde 1866 por decisión de Domingo Faustino Sarmiento, aunque la entidad y sus miembros consideran que se trató de una operación perfectamente legítima y ajustada a las obligaciones legales, hecho por el cual actualmente la justicia argentina lo indagó, junto con el expresidente Carlos Menem. El predio lo concesiona desde 2005 el empresario y ahora diputado del PJ disidente Francisco de Narváez.
El doctor Zavalía luego de haber sido presidente de la Asociación de Criadores de Holando fue asesor en el área lechera durante la última dictadura militar argentina, cargo desde donde propuso medidas para limitar la importación de lácteos subsidiados de la Unión Europea para defender al productor argentino.  En 1988 recibió un Premio Konex por su trayectoria como empresario rural.